# پنجمین جشنواره سینمایی سپاس
پنجمین دورهٔ جشنوارهٔ فیلم سینمایی سپاس از ۲۶ اردیبهشت تا ۲ خرداد ۱۳۵۲ در سینما شهر قصه برگزار گردید و سپس روز پنجشنبه سوم خردادماه ۱۳۵۲ پنجمین دوره جشنواره سپاس در هتل آریا شرایتون (هتل هما تهران) با حضور نزدیک به ششصد تن دست‌اندرکاران سینمای فارسی برندگان و برگزیدگان این دوره را معرفی کرد.
در سال پنجم برای نخستین بار نمایش فیلم‌های برگزیده جشنواره به‌طور عمومی در سینما شهر قصه تهران صورت گرفت و تجلیل از ساموئل خاچیکیان و مرور آثار او هم هر روز در یک سانس برگزار شد.
کمیته انتخاب متشکل از جمشید اکرمی، جمال امید، باربد طاهری، محمد متوسلانی و اسماعیل نوری‌علا به بررسی نود فیلم بلند ایرانی سال ۱۳۵۱ پرداختند.

## هیئت داوران
داوران دوره پنجم سپاس عبارت بودند از آذر احمدیه، جلال ستاری، منوچهر انور، بهرام ری‌پور، نصرت کریمی، عباس شباویز و مرتضی ممیز.

## فیلم‌ها
- بی‌تا (هژیر داریوش)
- تپلی (محمدرضا میرلوحی)
- رگبار (بهرام بیضایی)
- صادق کرده (ناصر تقوایی)
- صبح روز چهارم (کامران شیردل)
- یک اصفهانی در نیویورک (شاءاله ناظریان)

## برگزیدگان

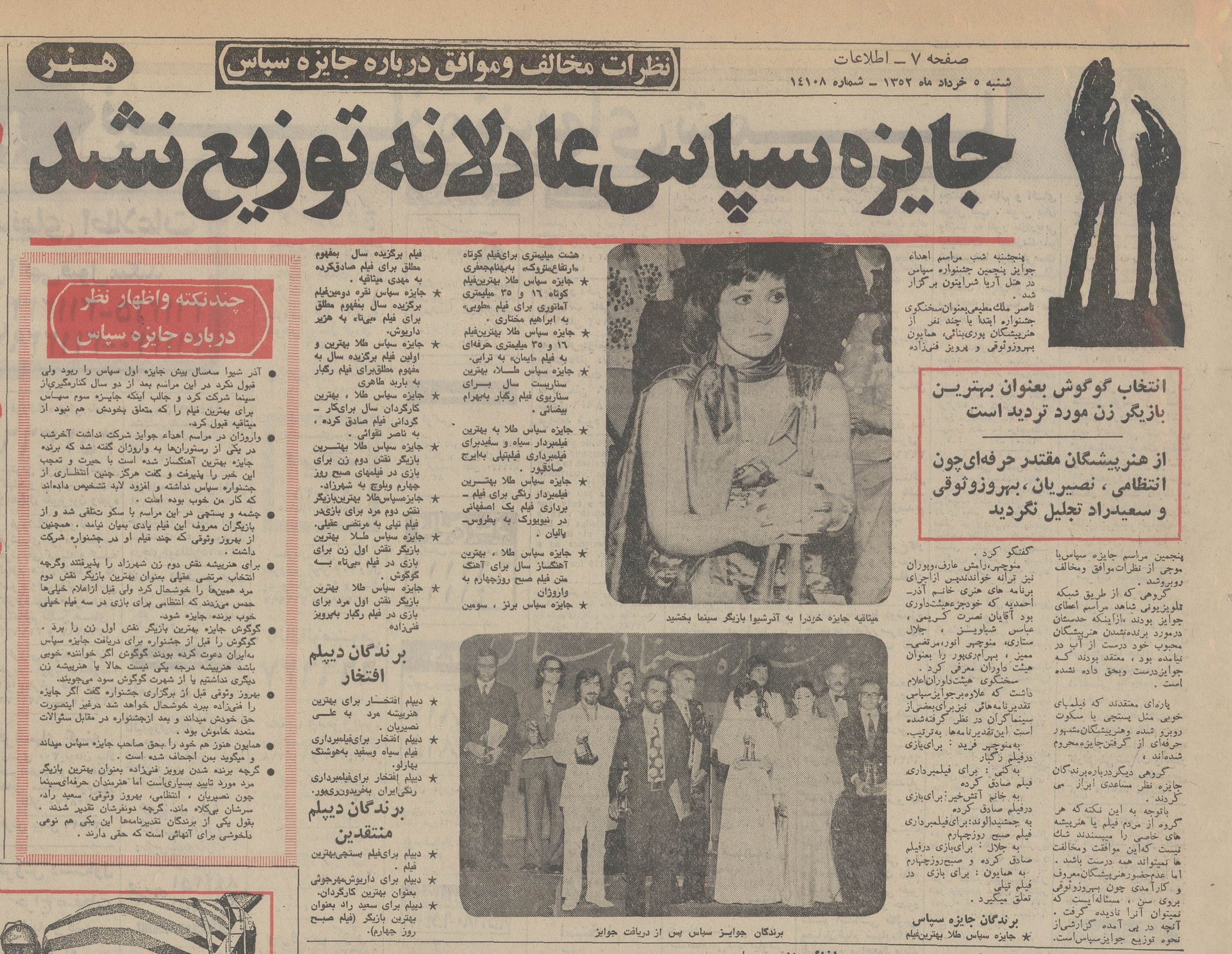
دربارهٔ جایزه‌های جشنوارهٔ سپاسِ ۱۳۵۲ در روزنامهٔ اطلاعاتِ ۵ خردادِ ۱۳۵۲

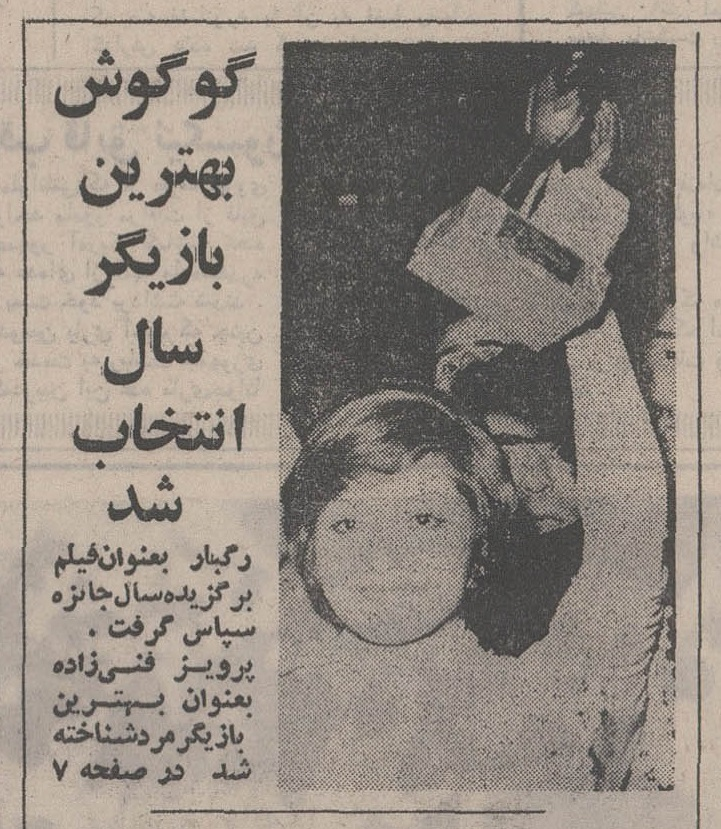
گوگوش، برندهٔ بهترین بازیگر نقش اول زن جشنوارهٔ سپاس

برگزیدگان پنجمین دوره جشنواره سپاس به شرح زیر بودند:

### برندگان جایزهٔ سپاس
- جایزهٔ سپاس طلا بهترین فیلم ۸ میلیمتری برای فیلم کوتاه متروک به بهنام جعفری
- جایزهٔ سپاس طلا بهترین فیلم ۱۶ و ۳۵ میلیمتری آماتوری برای فیلم طوبی به ابراهیم مختاری
- جایزهٔ سپاس طلا بهترین فیلم ۱۶ و ۳۵ میلیمتری حرفه‌ای به فیلم ایمان به ترابی
- جایزهٔ سپاس طلا بهترین فیلم‌نامه‌نویس سال برای فیلم رگبار به بهرام بیضایی
- جایزهٔ سپاس طلا بهترین فیلمبردار سیاه و سفید برای فیلمبرداری فیلم تپلی به ایرج صادقپور
- جایزهٔ سپاس طلا بهترین فیلمبردار رنگی برای فیلمبرداری فیلم یک اصفهانی در نیویورک به پطروس پالیان
- جایزهٔ سپاس طلا بهترین آهنگساز سال برای آهنگ متن فیلم صبح روز چهارم به واروژان
- جایزهٔ سپاس برنز سومین فیلم برگزیده سال به مفهوم مطلق برای فیلم صادق کرده به مهدی میثاقیه
- جایزهٔ سپاس نقره دومین فیلم برگزیده سال به مفهوم مطلق برای فیلم بی‌تا به هژیر داریوش
- جایزهٔ سپاس طلا بهترین و اولین فیلم برگزیده سال به مفهوم مطلق برای فیلم رگبار به باربد طاهری
- جایزهٔ سپاس طلا بهترین کارگردان سال برای کارگردانی فیلم صادق کرده به ناصر تقوایی
- جایزهٔ سپاس طلا بهترین بازیگر نقش دوم زن برای بازی در فیلم‌های صبح روز چهارم و بلوچ به شهرزاد
- جایزهٔ سپاس طلا بهترین بازیگر نقش دوم مرد برای بازی در فیلم تپلی به مرتضی عقیلی
- جایزهٔ سپاس طلا بهترین بازیگر نقش اول زن برای بازی در فیلم بی‌تا به گوگوش
- جایزهٔ سپاس طلا بهترین بازیگر نقش اول مرد برای بازی در فیلم رگبار به پرویز فنی‌زاده

### دریافت‌کنندگان تقدیرنامه
- منوچهر فرید برای بازی در فیلم رگبار
- نصرت‌الله کنی برای فیلمبرداری فیلم صادق کرده
- جمشید الوند برای فیلمبرداری فیلم صبح روز چهارم
- جلال پیشوائیان برای بازی در فیلم صادق کرده و صبح روز چهارم
- همایون برای بازی در فیلم تپلی

### برندگان دیپلم افتخار
- دیپلم افتخار برای بهترین هنرپیشه مرد به علی نصیریان
- دیپلم افتخار برای فیلمبرداری فیلم سیاه و سفید به هوشنگ بهارلو
- دیپلم افتخار برای فیلمبرداری رنگی ایران به فریدون ری‌پور

### برندگان دیپلم منتقدین
- دیپلم برای فیلم پستچی بهترین فیلم
- دیپلم برای داریوش مهرجویی به عنوان بهترین کارگردان
- دیپلم برای سعید راد به عنوان بهترین بازیگر برای بازی در فیلم صبح روز چهارم